# Stefan Dyrba
Stefan Dyrba (ur. 8 lutego 1895 w Czortkowie, zm. 5 marca 1921) – żołnierz Legionów Polskich, porucznik Wojska Polskiego, działacz niepodległościowy, kawaler Orderu Virtuti Militari.

## Życiorys
Urodził się 8 lutego 1895 w Czortkowie, w rodzinie Jana i Marii z Nakraszewskich. Student Seminarium Nauczycielskiego w Czortkowie, członek Drużyn Strzeleckich. 
W 1914 wstąpił do Legionów Polskich i służył w 12 kompanii 5 pułku piechoty. W stopniu kaprala walczył na Wołyniu. W bitwie pod Jastkowem zastąpił ciężko rannego dowódcę plutonu, następnie wyniósł go z pola bitwy. Za bohaterstwo w walce odznaczony został pośmiertnie Krzyżem Srebrnym Orderu Virtuti Militari.
W 1918 wstąpił do odrodzonego Wojska Polskiego, walczył w 5 pułku piechoty Legionów na frontach wojny polsko-bolszewickiej, awansując do stopnia porucznika. Zmarł 5 marca 1921 w wyniku choroby.

## Ordery i odznaczenia
- Krzyż Srebrny Orderu Wojskowego Virtuti Militari nr 6556[1] – pośmiertnie, 17 maja 1922[5][6]
- Krzyż Niepodległości – pośmiertnie, 13 kwietnia 1931 „za pracę w dziele odzyskania niepodległości”[7]